# Pidonia deodara
Pidonia deodara är en skalbaggsart som beskrevs av Mikio Kuboki 1986. Pidonia deodara ingår i släktet Pidonia och familjen långhorningar.
Artens utbredningsområde är Taiwan. Inga underarter finns listade i Catalogue of Life.